# Motocarro

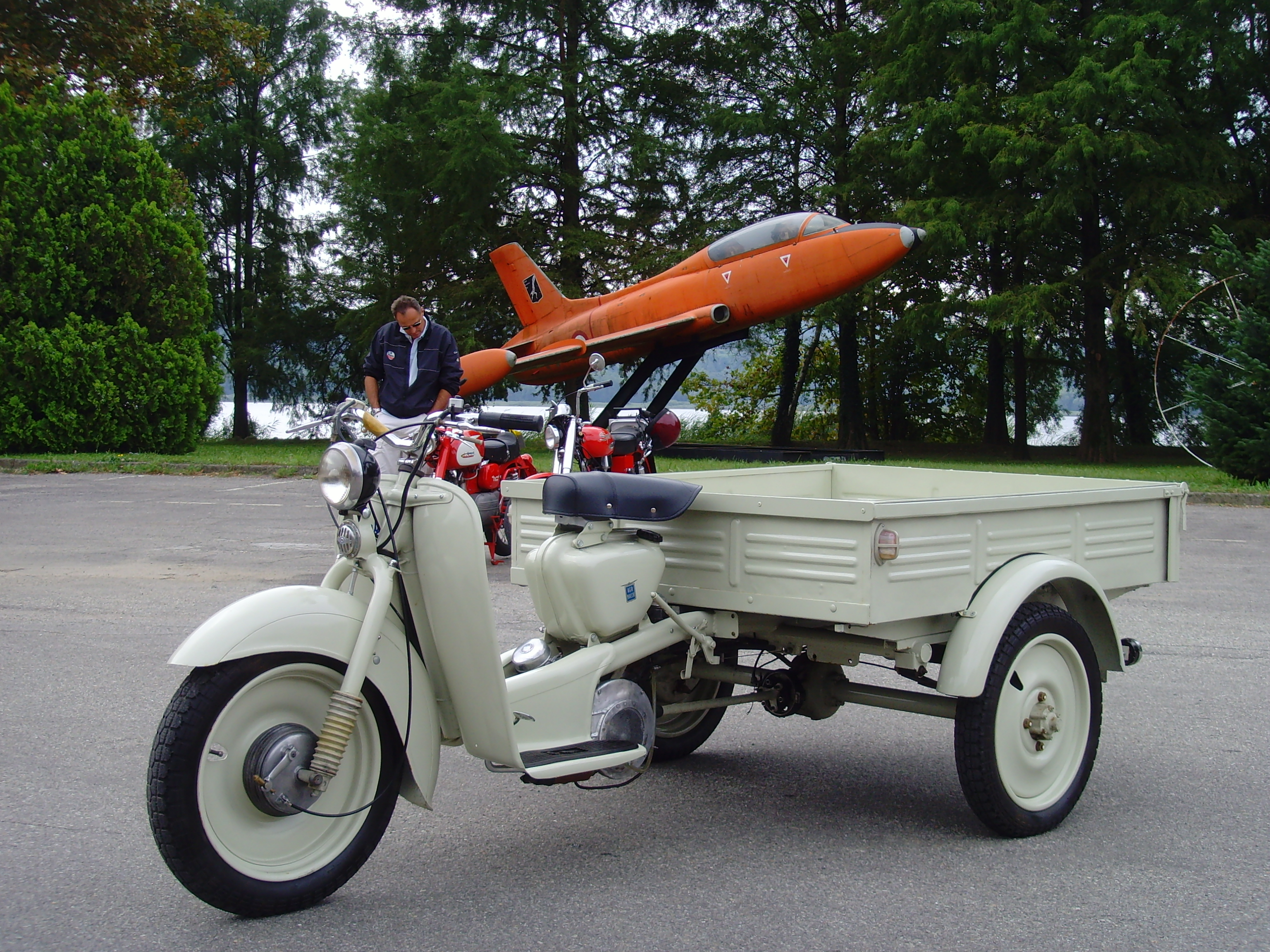
Un motocarro Aermacchi Cavaliere 150 del 1955, con cassone metallico e portata di 350 kg

Il motocarro (talvolta denominato mototriciclo) è un veicolo a tre ruote la cui parte anteriore o posteriore è generalmente derivata dalla meccanica di una motocicletta o di un ciclomotore mentre la parte opposta, detta cassone, consiste in un piano di carico o in vano chiuso per il trasporto di merci. In quest'ultimo caso, il motocarro viene anche denominato motofurgone.
In Italia i motocarri con cilindrata fino 50 cm³, commercialmente denominati ciclocarri, sono assimilati ai ciclomotori e possono quindi essere guidati a 14 anni con la patente AM; ai motocarri con cilindrata fino a 499 centimetri cubi è 
preclusa la circolazione sulle autostrade e sulle strade extraurbane principali.

## Storia
I primi veicoli di questo tipo dei quali si abbia notizia furono realizzati in Danimarca alla fine del XIX secolo, dotati di propulsione elettrica, mentre il primo motocarro di derivazione motociclistica prodotto industrialmente è attribuito alla casa statunitense Indian che, nel 1908, realizzò un piccolo furgone a tre ruote, utilizzando il retrotreno della sua monocilindrica da 500 cm³ e posizionando il cassone all'anteriore. Il modello fu subito adottato da molti venditori ambulanti di hot dog e gelati.
Sempre negli Stati Uniti, nel 1932, fu presentato l'Harley-Davidson Servi-Car, un motocarro a cassone posteriore che divenne molto popolare come veicolo di servizio delle compagnie telefoniche e, in seguito, delle polizie cittadine, restando in produzione per quattro decenni.
La grande diffusione del motocarro in Europa ha avuto inizio negli anni trenta, durante i quali ha conosciuto molteplici impieghi civili e militari, fino a divenire uno dei principali mezzi di trasporto utilizzati per la ricostruzione negli anni successivi alla seconda guerra mondiale.

## La produzione italiana

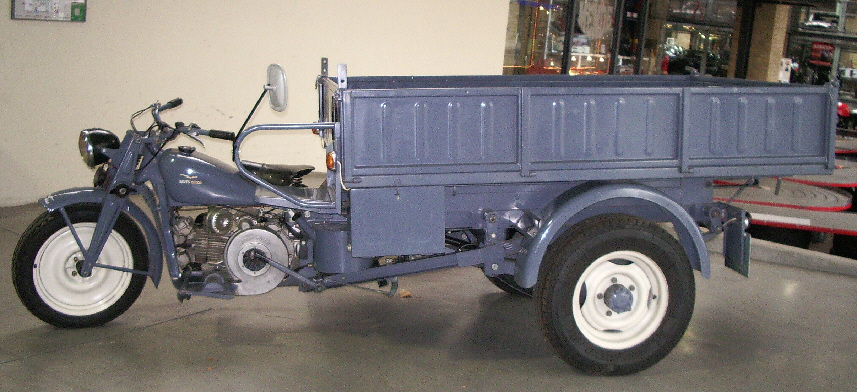
Moto Guzzi Ercole del 1960

Nel settore dei motocarri, la produzione italiana è stata certamente la più vasta e significativa. Ciò in ragione della grande semplicità costruttiva, dell'economia d'impiego e, ancor più, della particolare conformazione urbanistica di molti centri abitati del Belpaese che, seguendo l'originario impianto medievale, sono spesso caratterizzati da strade strette e tortuose, dove le ridotte dimensioni e l'agilità di manovra del motocarro risultano particolarmente utili.
Il primo motocarro italiano fu prodotto dalla MAS, nel 1924, su progetto dell'ingegnere Alberico Seiling, fondatore dell'azienda. Nel giro di pochi anni, molte case motociclistiche avevano in listino modelli di motocarro, comprese la Gilera e la Moto Guzzi, pioniera nel campo sin dal 1928 con il "modello 107".
Ulteriore impulso all'uso del veicolo venne dalla grande depressione del 1929 e poi dall'assedio societario del 1936, meglio noto come "inique sanzioni", che facevano propendere gli acquirenti verso mezzi dal contenuto consumo di carburante o con propulsione alternativa. Nacquero così varie aziende motociclistiche dedite esclusivamente alla costruzione di motocarri, come la milanese F.B. nel 1933, destinata a divenire una delle più titolate case del motociclismo sportivo. Seguendo il percorso inverso, nel periodo dell'autarchia, la sportivissima Maserati debuttò nel settore motociclistico progettando un motocarro elettrico, poi entrato in produzione del 1938.
Negli anni '30 furono prodotti numerosi nuovi modelli: ad uso sia civile che militare, il Guzzi Modello 32 nel 1932, il Morini M610 nel 1939 e il Gilera "Mercurio" 500 nel 1940 (che ebbe larga diffusione rimanendo in produzione sino al 1963); ad uso esclusivamente militare furono prodotti il Benelli 500 M36 nel 1936, la Bianchi Supermil 500 nel 1937, la Moto Guzzi "Trialce" nel 1940 e la Moto Guzzi U 600 nel 1942.
Il modello più avanzato d'anteguerra venne realizzato dalla piccola MM di Bologna per l'Esercito Italiano che aveva individuato nel motocarro un mezzo semplice e polivalente per supportare i reparti di fanteria e dei servizi logistici. Nel 1939, in previsione dell'entrata in guerra, era stato bandito un concorso per la fornitura di motocarri, costruiti secondo i parametri stabiliti per l'unificazione dei mezzi militari. La gara d'appalto fu vinta dalla MM che presentò un avveniristico veicolo, ideato da Mario Mazzetti, con telaio in tubi Mannesmann di grande diametro, cassone posteriore, portata di 18 q, cambio separato Burman-FIAT a 4 marce e retromarcia con riduttore, oltre alla novità della forcella teleidraulica, montata per la prima volta su un motoveicolo italiano. Tuttavia, la vittoria della MM fu dichiarata nulla, perché Mazzetti risultò non essere iscritto al partito fascista.
Nel secondo dopoguerra il motocarro conobbe la massima diffusione in Italia, prodotto in decine di modelli diversi per tecnica e dimensioni, tra i quali ottennero vasto successo i motocarri pesanti "Ercole" della Moto Guzzi e "Macchitre" dell'Aermacchi, oltre ai motocarri leggeri, generalmente denominati "ciclocarri", come il "Lambro" della Innocenti e l'"Ape" della Piaggio, entrambi di derivazione scooteristica.
Dato il prevalente impiego nelle costruzioni, la Moto Guzzi realizzò uno speciale motocarro, denominato "Carromotore Edile"; dotato di un robusto telaio in lamiera stampata, guida a volante e una portata di 36 q, era in grado di muoversi agevolmente anche nei cantieri, grazie alla trasmissione mista a giunto cardanico e catene che consentiva il ridottissimo rapporto di 1:160. Messo in vendita nel 1946, nonostante le elevate caratteristiche tecniche, si rivelò un fiasco commerciale a causa della scarsa velocità massima (25 km/h) e dell'assenza di sospensioni che ne precludevano estemporanei utilizzi alternativi.

## La tecnica

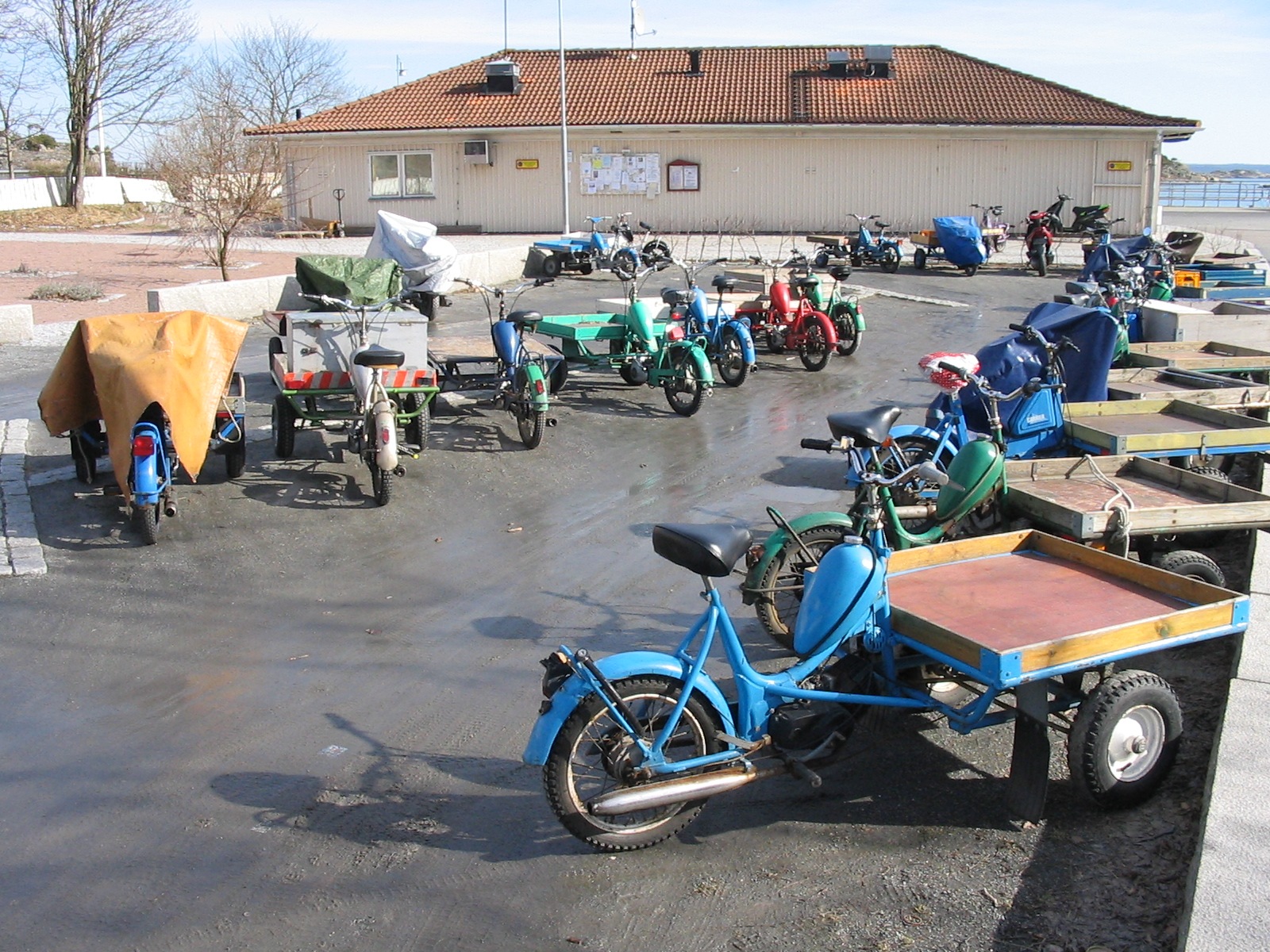
Ciclocarri a cassone anteriore

Nelle prime versioni l'adattamento della motocicletta si limitava a modifiche nella parte anteriore con la sostituzione dell'avantreno a ruota singola con un asse a due ruote, sormontato dal cassone. La soluzione con il cassone anteriore è di gran lunga la più economica, consentendo di utilizzare senza importanti variazioni la parte centrale e posteriore di un motociclo e mantenendo intatto il sistema di trazione. Tale scelta esclude l'onere di ripartire il movimento sulle due ruote posteriori, evitando la costosa complicazione del differenziale. Per contro, è però necessario limitare le dimensioni e la portata del cassone a valori che consentano la visibilità di marcia e un sopportabile sforzo per l'azionamento del manubrio nei cambi direzionali, oltre ad evitare la forte tendenza al ribaltamento in avanti durante le frenate.
Nel tempo le varie case costruttrici hanno generalmente preferito produrre modelli a cassone posteriore, sempre più orientandosi verso una struttura telaistica appositamente progettata e distante dal telaio motociclistico. La successiva aggiunta della cabina chiusa per il guidatore, portò al moderno motocarro, più ispirato all'autocarro che alla motocicletta.